# 773 v.Chr.
Het jaar 773 v.Chr. is een jaartal volgens de christelijke jaartelling.

## Gebeurtenissen

### Egypte
- Koning Sjosjenq V - de achtste farao van de 22e dynastie van Egypte - bestijgt de troon.

### Assyrië
- Koning Assur-dan III heerser over het Assyrische Rijk.

## Overleden
- Pami, farao van Egypte
- Salmanasser IV, koning van Assur